# Teresa od Dzieciątka Jezus i św. Jana od Krzyża
Teresa od Dzieciątka Jezus i św. Jana od Krzyża, właśc. hiszp. Eusebia García y García (ur. 5 marca 1909 w Mochales, zm. 24 lipca 1936 w Guadalajarze) – karmelitanka bosa (OCD), męczennica chrześcijańska i błogosławiona Kościoła rzymskokatolickiego.

Wstąpiła do klasztoru Karmelitów Bosych w Guadalajarze, przyjmując imię Teresy od Dzieciątka Jezus i św. Jana od Krzyża. Gdy doszło do wybuchu wojny domowej, w dniu 24 lipca 1936 roku, wraz z dwiema siostrami poszła szukać schronienia. Została zastrzelona na ulicy przez milicjantów ludowych wraz z Marią Pilar od św. Franciszka Borgiasza i Marią Angeles od św. Józefa Valtierra Tordesillas.  Zginęły z nienawiści do wiary (łac) odium fidei bowiem będąc zakonnicami klauzurowymi nie miały związku z polityką. Teresa od Dzieciątka Jezus i św. Jana od Krzyża została zastrzelona ostatnia z okrzykiem:

Niech żyje Chrystus Król.

 Historię męczeńskiej śmierci zakonnic spisała ówczesna przełożona karmelu w Guadalajarze siostra Marii Pilar od św. Franciszka Borgiasza.
Ich beatyfikacji dokonał papież Jan Paweł II w dniu 29 marca 1987 roku.